# Sacro Monte di Brissago
El complejo del Sacro Monte de la Dolorosa (o "Sacro Monte Doloroso") de Brissago, Suiza se encuentra en un promontorio rocoso con vistas al lago Maggiore y está situado en un valle estrecho llamado el "Valle de los Molinos", a un kilómetro de distancia sobre el pueblo. El espacio incluye la iglesia de la Dolorosa y la capilla del Calvario Brissago.